# Cellokonzert (Lalo)
Édouard Lalo schrieb sein Cellokonzert in D-moll im Jahre 1876 gemeinsam mit dem belgischen Cellisten Adolphe Fischer (1847–1891). Die Premiere fand am 9. Dezember 1877 im Cirque d’hiver mit Fischer als Solist statt.

## Aufbau
Das Konzert besteht aus drei Sätzen:
1. Prelude, Lento – Allegro maestoso
2. Intermezzo, Andantino con moto – Allegro presto – Andantino – Tempo I
3. Introduction, Andante – Allegro vivace

Der erste Satz beginnt mit einem Lento, später folgt ein Allegro maestoso, was sich bis zum Ende dieses Satzes durchzieht. Das Orchester spielt eine kurze Einleitung, die einige Takte dauert, dann setzt das Solo-Cello mit einem Thema ein, welches dreimal wiederholt wird. Dies ist mit ad libitum überschrieben. Dieses Thema ist die Einleitung zu einem schnellen Teil der sich durch aggressive Arpeggien und schnelle Sechzehntelnoten auszeichnet.
Der zweite Satz beginnt mit einem langsamen Andantino, welches sich schließlich zu einem lebendigen Allegro presto verändert. Anschließend folgt wieder ein Andantino, das sich zum Ende des zweiten Satzes, der durch Pizzicato-Akkorde mit dem Orchester zu Ende geführt wird, wieder in ein Allegro presto verwandelt.
Das Solo-Cello beginnt im dritten Satz mit einem sehr langsamen Andante. Das Orchester steigt ebenfalls ein und übernimmt dieses. Schließlich folgt ein lebendiges Rondo überschrieben mit „Allegro vivace“. Anschließend setzt das Solo-Cello wieder kräftig ein. Das Hauptthema besteht aus einer D-Dur-Tonleiter und einem Sprung nach unten. Der Rest dieses Satzes folgt als Allegro vivace. Das Solo-Cello endet mit einer sehr schnellen Tonleiter, die auf einem Cis mit Triller endet, welches sich zur Tonika auflöst.

## Besetzung
Es sind folgende Instrumente besetzt:
- Solo-Cello
- 2 Flöten
- 2 Oboen
- 2 Klarinetten
- 2 Fagotte
- 4 Hörner
- 2 Trompeten
- 3 Posaunen
- Pauken
- Streicher